# Parafia św. Józefa w Oświęcimiu
Parafia św. Józefa – parafia rzymskokatolicka znajdująca się w Oświęcimiu na osiedlu Zasole, która należy do dekanatu Oświęcim diecezji bielsko-żywieckiej. Parafia została erygowana w 1983, prowadzona jest przez księży diecezjalnych.